# DMPU
La N,N’-diméthylpropylène urée, ou DMPU, est une urée cyclique utilisée en synthèse organique comme solvant organique aprotique polaire. Elle se présente comme un liquide incolore hygroscopique peu inflammable et peu volatil à point d'ébullition élevé (247 °C). Elle peut être utilisée comme alternative à l'hexaméthylphosphoramide OP(N(CH3)2)3 (HMPA), qui est cancérogène.
Comme l'hexaméthylphosphorotriamide P(N(CH3)2)3 (HMPT), dont le HMPA est l'oxyde, la DMPU est capable de dissocier les clusters de lithium dans la chimie des carbanions et de solvater les cations de lithium, ce qui accroît sensiblement la réactivité des carbanions.